# Eurysthea hirca
Eurysthea hirca är en skalbaggsart som först beskrevs av Berg 1889.  Eurysthea hirca ingår i släktet Eurysthea och familjen långhorningar. Inga underarter finns listade i Catalogue of Life.